# ریتا تاگارت
ریتا تاگارت (به انگلیسی: Rita Taggart) (زاده ۱۹ دسامبر ۱۹۴۷) بازیگر آمریکایی است.
از کارهای معروف او می‌توان به بازی در فیلم علف اشاره کرد.

## گزیده فیلم‌شناسی
- بازگشت به وطن (۱۹۷۸)
- ساعات کار (۱۹۷۸)
- سندرم چین (۱۹۷۹)
- فیلم ۱۹۴۱ (۱۹۷۹)
- ماشین‌های مستعمل (۱۹۸۰)
- علف (۱۹۸۷)
- سرقت بزرگ سرقت کوچک (۱۹۹۵)
- لیمبو (۱۹۹۹)
- جاده مالهالند (۲۰۰۱)